# 沓ヶ原ダム
沓ヶ原ダム（くつがはらダム）は、広島県三次市君田町、一級河川・江の川水系神野瀬川に建設されたダムである。
中国電力株式会社が管理する発電用ダムで、堤高19.5mの重力式コンクリートダムである。江の川水系で最も早く建設されたコンクリートダムで、上流にある高暮ダムより放流される水を調節し、下流への急激な増水を防止しながら発電を行う逆調整池として建設された。ダムによって形成された人造湖には、特別な命名はされていない。